# Le Rossignol (Delibes)
Le Rossignol (französisch für Die Nachtigall) ist ein Kunstlied aus dem Jahr 1873 für Sopran, Flöte und Klavier von Léo Delibes (1836–1891). Ursprünglich für Gesang und Klavier geschrieben, entstand es nach einem alten Gedicht. Es zeichnet sich durch sein kunstvolles melodisches Zusammenspiel aus und ist eine kraftvolle Koloratur-Sopran-Arie. Le Rossignol begann mit einem dramatischen Prolog, der von einem bezaubernden Walzer fortgesetzt wurde. Sein Gedicht vermittelt die Botschaft der Liebe durch das ganze Stück, sowie die Zusammenarbeit mit der Natur als Medium, um die Gefühle der Liebe zu vermitteln und darzustellen. Überall in dieser Komposition gab Delibes einen realistischen und doch dramatischen Ansatz zur Nachahmung der Nachtigallenklänge, indem er komplexe Melodien für die Stimme und die Flöte komponierte, die jeden Teil abwechselten und zart wiederholten.